# 삼풍그룹
삼풍그룹(三豊-, Sampoong Group)은 이준이 설립했던 대한민국의 기업이다. 삼풍건설산업을 주 계열사로 가지고 있었으며, 삼풍백화점 붕괴 사고로 인해 1996년에 해체되었다.

## 연혁

### 설립
삼풍그룹의 모태는 삼풍건설산업이다. 초기 설립 당시에는 명칭을 '동경산업'이라고 하였으나 1967년 삼풍건설로 명칭을 변경하였다.
삼풍건설산업은 1970년대 중동 개발 붐이 일어나면서 1977년 요르단에 진출하여 건설 사업을 펼쳤으나, 사업이 원활하지 않았고 이준의 장남 이한웅이 사고로 인해 사망하게 되자 결국 1979년 무렵 요르단에서 철수하였으며, 1983년에는 해외 건설 면허도 반납하기에 이르렀다.

### 서초동 삼풍백화점 개관
이후 삼풍건설은 주로 삼풍아파트 건설 등 아파트 건설업에 치중하였는데, 1987년 무렵부터는 서울 서초구 대단지아파트를 건설하면서 삼풍백화점 동시에 추진하게 되었다. 이에 따라 1988년 삼풍아파트 완공 및 입주에 이어 1989년 11월 30일 삼풍백화점이 개관되었으며, 이 때부터 삼풍건설은 건설업 분야의 건설 부문과 삼풍백화점 경영의 백화점 사업 분야로 나뉘어서 운영하게 되었다.
1991년부터는 이준의 차남이었던 이한상이 삼풍건설 및 삼풍백화점 사장으로 취임하였다.

### 삼풍백화점 붕괴사고와 몰락
삼풍백화점은 1989년 12월 설립 이후 국내 주요 백화점들을 제치고 대표적인 명품백화점 중 하나로 이름을 날리게 되었는데, 1994년 당시 규모는 서울시 중구 소공동 롯데백화점 본점 다음가는 전국 2위의 매장 규모를 가지고 있었다. 1위는 명동에 있는 롯데백화점 본점이었다. 특히 지금 대표적인 강남의 명품 백화점으로 불리는 현대백화점 본점과 갤러리아백화점도 당시에는 삼풍백화점보다 작았다.
이 무렵부터 삼풍건설은 건설업보다 삼풍백화점 영업 등 유통업을 더 사업의 중점으로 하게 되었으며, 이 때부터 삼풍건설은 건설 사업에 대해 거의 전무하다시피 할 정도로 나서지 않았다.
그러나 당초 건축 당시부터 수 차례의 용도변경 및 부실공사, 부실 관리 등으로 인하여 1995년 초반부터 건물에 이상이 가기 시작하였는데, 이준을 비롯한 경영진은 땜질식 보수공사에 급급하였고, 특히 6월에 들어서는 건물이 매우 심각한 수준에 이르렀음에도 불구하고 그들은 매장 폐쇄는커녕 명품 상품만을 밖으로 빼내고 운영을 강행하였다.
결국 1995년 6월 29일 오후 5시 57분 붕괴가 시작되어 북관 건물이 완전히 주저앉으면서 천여 명의 사상자를 낸 삼풍백화점 붕괴 사고가 발생하였고, 이로 인하여 이준과 이한상을 비롯한 삼풍그룹 운영진들은 모두 구속되어 결국 삼풍그룹은 전체가 해체되고 말았다.

## 당시 주요 계열사
1995년 삼풍백화점 붕괴 사고 직전 삼풍그룹은 다음과 같은 계열사 및 재산을 가지고 있었다.
- 삼풍건설산업
- 삼풍백화점
- 을지로 삼풍상가
- 여미지식물원
- 숭의학원(1992년 무렵 인수)
- 삼풍청평화시장

이들 중 삼풍건설산업과 삼풍백화점은 청산되었으며, 여미지 식물원은 부국철강 산하의 부국개발에, 숭의학원은 영안그룹에 매각되었다.